# بیل رانتسیک
بیل رانتسیک (‎/ˈræntsɪk/‎؛ زاده ۱۶ مه ۱۹۷۱) یک آمریکایی کارآفرین که برای اولین بار نامزد سازمان ترامپ شد که در پایان فصل اول از دونالد ترامپ واقعیت را نمایش تلویزیونی The Apprentice. او با E ازدواج کرده‌است! مجری اخبار جولیانا رانتسیک.

## سنین جوانی و تحصیل
او در ۱۶ می ۱۹۷۱ در شیکاگو متولد شد و در حومه شهر اورلند پارک در خانواده ای با میراث ایرلندی و کرواسی بزرگ شد.
Rancic در مدرسه سنت مایکل در Orland Park شرکت کرد و از دبیرستان کارل Sandburg فارغ‌التحصیل شد. وی لیسانس دانشگاه لویولا شیکاگو را کسب کرد. مادرش گیل رانتسیک است. پدرش ادوارد رانتسیک در سال ۱۹۹۹ بر اثر سرطان درگذشت. او دارای سه خواهر، بث، کیتی و کارن است.

## شاگرد
Rancic به عنوان یکی از ۱۶ شرکت کننده در اولین فصل برنامه The Apprentice در بهار سال ۲۰۰۴ یکی از متقاضیان کار بود. پس از آنکه دونالد ترامپ وی را بر سر کومان جکسون انتخاب کرد، رانتسیک در نتیجه مصاحبه شغلی ۱۴ هفته ای استخدام شد.
برای چالش نهایی در برابر رقیب Kwame Jackson، ترامپ وظیفه اجرای رکاب گلف مشهور را در Trump National Golf Club Westchester در Briarcliff Manor، نیویورک به رنسیچ داد، در حالی که جکسون وظیفه داشت یک کنسرت جسیکا سیمپسون را مدیریت کند. در جلسه آخر هیئت مدیره، جکسون خاطرنشان کرد که دویدن یک زمین گلف آسانتر از این دو کار است که این امر باعث ایجاد اختلاف نظر از طرف VP Trump Carolyn Kepcher شد که هنگام ترامپ او را استخدام می‌کرد، یک زمین گلف را اداره می‌کرد. ترامپ رانتسیک را استخدام کرد.
رانتسیک به عنوان مسئولیت ساخت برج ترامپ شیکاگو در شیکاگو بومی خود، در سایت ساختمان تخریب شیکاگو Sun-Times انتخاب شد. گزینه دیگر وی نظارت و مدیریت یک دوره جدید گلف ملی گلف و اقامتگاه تفریحی در لس آنجلس بود.
در ابتدا، رانتسیک گفت که پس از انعقاد قرارداد یک ساله خود با ورود شاگرد ترامپ، وی کار را ترک کرده و شرکت خود را آغاز می‌کند. در عوض وی تصمیم به ماندن بخشی از سازمان ترامپ گرفت و در برخی از فصل‌ها وقتی قاضی منظم جورج اچ راس از کار خارج شد به عنوان قاضی پر شد.

## شغل بعد از کارآموزی

### سرگرمی
در سپتامبر ۲۰۰۷، Rancic با میزبانی iVillage در حلقه با iVillage ، یک نمایش تلویزیونی و پخش اینترنتی تولید شده توسط NBC Universal. NBC مجموعه ای از کمپانی جهانی اورلاندو در فلوریدا را راه اندازی کرد. در سپتامبر سال ۲۰۰۸، Rancic به عنوان میزبان نمایشگاه واقعیت A&E We Mean Business شروع به کار کرد، و در آن صاحبان مشاغل کوچک دست به دامن تجارت می‌شوند.
در سال ۲۰۰۸، Rancic و همسرش، میزبان تلویزیون Giuliana Rancic (née DePandi)، یک شرکت مشترک تولید تلویزیون به نام شما و من تولید، که واقعیت و برنامه‌نویسی ضبط شده برای تلویزیون را تولید می‌کند، راه اندازی کردند. در سال ۲۰۰۹، آنها نمایش واقعیت-تلویزیونی خود جولیانا و بیل را که در E پخش می‌شود، آغاز کردند . شبکه. در سال ۲۰۱۰، Rancic میزبانی یک برنامه خبری به نام America Now را آغاز کرد که از طریق ایالات متحده در ایستگاه‌های متعلق به Raycom Media پخش می‌شود. سال بعد، "America Now" برای یک فصل دوم بازگردانده شد که لئیز گیبونز به بیل رانتسیک پیوست. در ابتدا این نمایش هر هفته آخر هفته بود، اما وقتی Leeza Gibbons به این نمایش پیوست، به یک لیست زمانبندی دوشنبه تا جمعه منتقل شد.
در سال ۲۰۱۲، Rancic به عنوان سخنگوی تلویزیون برای محصول Rogaine شد و در تبلیغات ملی ظاهر شد و جزئیات تجربه وی در مورد ریزش مو را نشان داد. در آوریل ۲۰۱۴، Rancic شروع میزبانی شبکه مواد غذایی سری پخت‌وپز رقابتی آشپزخانه کازینو، که در آن سرآشپزها در سه چالش-کازینو مضمون در تلاش برای برنده شدن تا ۳۰۰۰۰ $ شرکت کنند.
در سال ۲۰۱۶، Rancic اولین رمان خود با عنوان " نور اول " را به بررسی‌های مختصر منتشر کرد.

### املاک و مستغلات شیکاگو
در سال ۲۰۰۹، رانتسیک پس از بازسازی‌های گسترده، یک خانه ردیف سکه طلایی قرن گذشته را که در سال ۲۰۰۷ خریداری کرده بود فروخت. در سال ۲۰۱۱، رانتسیک کمتر از ۲۰ ماه پس از خرید این واحد، در طبقه ۵۰ ساختمان پارک برج، در مایل با شکوه در شیکاگو، یک کاندوئید فروخت.
Rancic صاحب خانه ای در Hinsdale، ایلینویز بود، که برجسته ای از نمایش واقعیت وی بود. وی پس از بازسازی‌های گسترده، آن را در فوریه ۲۰۱۱ فروخت.
در سال ۲۰۱۳، Rancic و همسرش خانه ای از قرن نوزدهم را در Bellevue Place خریداری کردند که در سال ۲۰۱۹ آنها را احیا و فروختند.

### رستوران‌ها
در اوت ۲۰۱۱، رانتسیک و همسرش برای افتتاح یک رستوران ایتالیایی در شیکاگو با Lettuce Entertain You Enterprises همکاری کردند. این رستوران با نام RPM ایتالیایی نامگذاری شده و در فوریه ۲۰۱۲ در شیکاگو در رودخانه شمال منطقه افتتاح شد. آنها چندین رستوران دیگر از جمله RPM Steak در شیکاگو، RPM دیگری ایتالیایی در واشینگتن، دی سی و یک برنامه‌ریزی دقیق RPM On the Water در سال ۲۰۱۹ در شیکاگو افتتاح کردند. این رستوران‌ها با افراد مشهور از جمله رئیس‌جمهور باراک اوباما و بانوی اول میشل اوباما محبوب بوده‌اند.

## زندگی شخصی
در دسامبر ۲۰۰۶، وی به جولیانا دپندی مشغول شد و این زوج در سپتامبر ۲۰۰۷ در شهر کیسا دی سانتا صوفیه، کاپری ازدواج کردند.
در ۲۳ آوریل ۲۰۱۲، جولیانا و رانتسیک در نمایشگاه امروز اعلام کردند که انتظار دارند فرزند اولشان از طریق حامل حاملگی باشد. در اوت ۲۰۱۲، این زوج یک فرزند در دنور، کلرادو داشتند.

## آثار منتشر شده
- Rancic, Bill (2004). You're Hired: How to Succeed in Business and Life from the Winner of The Apprentice. HarperBusiness. ISBN 978-0-06-076541-5.  Rancic, Bill (2004). You're Hired: How to Succeed in Business and Life from the Winner of The Apprentice. HarperBusiness. ISBN 978-0-06-076541-5.  Rancic, Bill (2004). You're Hired: How to Succeed in Business and Life from the Winner of The Apprentice. HarperBusiness. ISBN 978-0-06-076541-5.
- Rancic, Bill (2005). Beyond the Lemonade Stand. Razorbill. ISBN 1-59514-103-0.  Rancic, Bill (2005). Beyond the Lemonade Stand. Razorbill. ISBN 1-59514-103-0.  Rancic, Bill (2005). Beyond the Lemonade Stand. Razorbill. ISBN 1-59514-103-0.
- Rancic, Giuliana; Rancic, Bill (2010). I Do, Now What?: Secrets, Stories, and Advice from a Madly-in-Love Couple. Ballantine Books. ISBN 978-0-345-52499-7.  Rancic, Giuliana; Rancic, Bill (2010). I Do, Now What?: Secrets, Stories, and Advice from a Madly-in-Love Couple. Ballantine Books. ISBN 978-0-345-52499-7.  Rancic, Giuliana; Rancic, Bill (2010). I Do, Now What?: Secrets, Stories, and Advice from a Madly-in-Love Couple. Ballantine Books. ISBN 978-0-345-52499-7.
- Rancic, Bill (2016). First Light. Putnam. ISBN 978-1-101-98227-3.  Rancic, Bill (2016). First Light. Putnam. ISBN 978-1-101-98227-3.  Rancic, Bill (2016). First Light. Putnam. ISBN 978-1-101-98227-3.